# Стамбульский мирный договор (1590)
Стамбульский мирный договор (также известен как договор Ферхат-Паши) был заключён 21 марта 1590 года, между Османской империей и государством Сефевидов. Завершил войну 1578—1590 годов.

## Основные положения
1. Тебриз, Караджадаг, Гянджа, Карабах, Ширван, Грузия, Нихавенд, Луристан признаны османскими.
2. Сефевидская сторона обязуется не нападать на османские территории и не предпринимать враждебных действий.
3. Сефевидская сторона обязуется не принимать беглецов, замешанных в мятежах и восстаниях.
4. Запрещены практиковавшиеся кызылбашами официально произносившиеся поношения в адрес одной из жён Пророка Мухаммеда Айши и трёх первых халифов — Абу Бакра, Умара и Усмана.